# Шенекс
Шенекс (фр. Chênex) насеље је и општина у источној Француској у региону Рона-Алпи, у департману Горња Савоја која припада префектури Сен Жилијен ан Женвоа.
По подацима из 2011. године у општини је живело 677 становника, а густина насељености је износила 125,84 становника/km². Општина се простире на површини од 5,38 km². Налази се на средњој надморској висини од 498 метара (максималној 724 m, а минималној 436 m).

## Демографија
| 1962. | 1968. | 1975. | 1982. | 1990. | 1999. | 2011. |
| ----- | ----- | ----- | ----- | ----- | ----- | ----- |
| 224   | 249   | 279   | 327   | 364   | 365   | 677   |

График промене броја становника у току последњих година